# HMS Carcass (1759)
Pour les autres navires du même nom, voir HMS Carcass.
Le HMS Carcass, est une bombarde de classe Infernal appartenant à la Royal Navy. Il fut plus tard réaménagé en navire océanographique.
Construit au chantier Stanton & Wells, Rotherhithe, selon les plans de Thomas Slade, il a été lancé le 27 janvier 1759 et sera vendu en 1784.
Horatio Nelson a, au début de sa carrière, participé à une expédition en Arctique sur ce navire alors commandé par Skeffington Lutwidge.